# 蓝八色鸫
蓝八色鸫（学名：Hydrornis cyanea），是八色鸫科蓝八色鸫属的一种，分布于缅甸、孟加拉国、老挝、中国大陆、越南、印度、泰国和柬埔寨。该物种的保护状况被评为无危。
蓝八色鸫的平均体重约为114.8克。栖息地包括亚热带或热带的湿润低地林、亚热带或热带的旱林和亚热带或热带的湿润山地林，常在林下荫湿处活动。该物种的模式产地在缅甸若开。

## 保护
- 中国国家重点保护动物等级：二级

## 亚种
- 蓝八色鸫指名亚种（学名：Hydrornis cyanea cyanea）。分布于不丹、印度、缅甸、老挝、泰国以及中国大陆的云南等地。该物种的模式产地在缅甸若开。[3]